# ミハウ・マルティホヴィエツ
ミハウ・マルティホヴィエツ（Michal Martychowiec）はポーランド出身のアーティストで、現在はベルリンとロンドンを拠点に活動している。
1987年ポーランドの南東の都市ルブリンに生まれる。2009年から2011年までイギリス、ロンドン、セントラル・セント・マーチンズにて学ぶ。
2007年より写真、フィルム、オブジェといった多様なメディアを用いたインスタレーション並びに映像で、一つのテーマに沿った作品のシリーズを発表している。
2010年からはオペラプロダクションの制作にも携わっている。
近年のプロジェクトにポズナンオペラハウス（ポーランド）（映像インスタレーション）やソウルのオペラハウス（映像と写真）などがある。
現在は、サイトスペシフィックインスタレーションである“Garden”及びミクストメディアプロジェクトの“Vanito Vanitas”、2つの長期プロジェクトを進めている。
彼の手法は哲学的アイディアを用いたり、違った角度からリサーチを表現するものである。
歴史的な現象を近代的なコンテクストにして、既存の形式や価値観に疑問を投げかける表現方法である。
作品のThe Magic MountainはヴェネチアのPalazzo Donáで行われたAwake and Dreamというグループ展で発表されている。彼のドキュメンタリー作品はArt and Documentation FestivalとMiędzynarodowy Festiwal Fotografii FotoFestiwal（Lodzで行われる写真フェスティバル）の2つを含めた3回のエキシビションで発表されている。
最近のプロジェクトとしては、マルティホヴィエツが歴史と芸術の個性的な対話を取り上げた注目すべき問題あるエキシビジョンの文章シリーズもそのひとつ。
同時に、マルティホヴィエツはニッチ・ファッション誌やヨーロッパ版VOGUE、GlamourやVanity Fairといったいくつかの広告出版業ともフォトグラフィックファッションシリーズの企画・制作・演出を通して、自身の個性と極東文化への関心を反映させたコラボレーションを図っている。

## 作品
Signum Foundation, Venice
Galerie Denise Rene, Paris
Cruz-Diez Foundation, Houston, Texas
British Artists' Film & Video Study Collection, London
Siena Art Institute, Siena

## 書籍
- Nel mezzo del cammin Michal Martychowiec, Galleria Upp, Venice 2011 ISBN 978-88-906106-6-0
- Awake and Dream.Documentation /photographs and films/ Signum Foundation Palazzo Doná, Venice 2009. ISBN 978-83-929715-4-2